# Drop D
Drop D-stämning är en alternativ stämning av gitarr. Man stämmer ner den låga E-strängen en helton till tonen D vilket ger stämningen e1 - b(h) - g - d - A - D. På så vis bildas ett så kallat powerchord när man lägger ett finger över de tre lägsta strängarna D, A och D (jämför barréackord). Stämningen används främst på elgitarr i tyngre former av rock, till exempel metal, hardcore, med mera. Drop D-stämning till akustisk gitarr används även inom den brasilianska choro-stilen.